# Lothar Metz
Lothar Metz (Meerane, 1939. január 16. – Rostock, 2021. január 23.) olimpiai bajnok német birkózó.

## Pályafutása
1959 és 1973 között tíz keletnémet bajnoki címet szerzett. Nyolcat középsúlyban, az utolsó kettő félnehézsúlyben érte el. 1960 és 1972 között négy olimpián indult. Az első kettőn az Egyesült Német Csapat, az utolsó kettőn az NDK színeiben versenyzett. Az 1960-as római olimpián ezüst-, az 1964-es tokióin bronz-, az 1968-as mexikóvárosin aranyérmet szerzett középsúlyban. Az 1972-es müncheni olimpián félnehézsúlyban helyezetlenül végzett. A világbajnokságokon két bronz-, az Európa-bajnokságokon két ezüstérmet szerzett. Visszavonulása után Rostockban lett utánpótlás birkózóedző.

## Sikerei, díjai
- Olimpiai játékok – kötöttfogás, középsúly
  - aranyérmes: 1968, Mexikóváros
  - ezüstérmes: 1960, Róma
  - bronzérmes: 1964, Tokió
- Világbajnokság – kötöttfogás
  - bronzérmes: 1958 (79 kg), 1971 (90 kg)
- Európa-bajnokság – kötöttfogás
  - ezüstérmes: 1967 (87 kg), 1970 (90 kg)
- Keletnémet bajnokság
  - bajnok (10): 1959, 1960, 1961, 1963, 1965, 1966, 1967, 1968 (középsúly), 1971, 1973 (félnehézsúly)